# HOSHI 35/ホシクズ
『HOSHI 35/ホシクズ』（ほしさんじゅうご/ほしくず）は、2023年に公開された日本の特撮映画。小高恵美のデビュー35周年を記念した「小高恵美アニバーサリープロジェクト」の一環でもあり、記念プロジェクトの最後を締めくくる、『ゴジラVSデストロイア』以来約28年ぶりの実写映画出演作品。

## キャスト
- アキ - 小高恵美
- ユカリ - いしのようこ
- マリ - 小林恵[2]
- 35年前のアキ - 松宮倫
- 35年前のユカリ - 仁科かりん
- 35年前のマリ - 森山珠那
- スズキ - 宮坂ひろし
- サヤ - 斉藤麻衣
- ハル - 田中由美子
- ヒムロ - 原田大二郎
- カミヤ - 螢雪次朗
- ミズノ - 橋爪淳

## スタッフ
- 監督・脚本：横川寛人
- 共同監督・副監督：米山冬馬
- 共同監督・特撮監督・撮影監督：佐藤大介
- 共同脚本：宇賀神明広
- ブレーン・脚本協力：酒井健作
- 企画：宇賀神明広、渡邊弥雅斗、横川寛人
- 美術：浅井拓馬、山田果林、木本諒
- 怪獣造形：浅井拓馬、佐藤大介
- 怪獣スーツアクター：大橋明
- 怪獣ボイス：中島翔子
- 挿入歌作曲：今堀拓也
- 音楽：矢田遊也
- コンサルティングプロデューサー：エイブリー・ゲーラ
- 製作：安田崇、株式会社エムアールティーエス
- 制作プロダクション：株式会社スリーワイ

## HOSHI 35/怪獣の巫女
短編作品。熱海怪獣映画祭にて上映。出演は裕菜と堀田眞三。

## HOSHI 35/小高恵美アニバーサリープロジェクト
小高恵美のデビュー35周年企画の模様や、映画『HOSHI 35/ホシクズ』に向けての活動をまとめたメイキングドキュメンタリー映画。2023年10月劇場公開。

## 映像ソフト
2024年11月3日にアルバトロスよりBlu-rayが一般販売。映像特典として新作メイキング映像『HOSHI 34/再開（会）』を収録。